# Randstat
Randstat kallas en mindre stat längs gränsen till en större stat som den mindre stat tidigare hade tillhört.
Exempelvis räknades länder som Finland, Estland, Lettland, Litauen och Polen som randstater i Europa under Mellankrigstiden. De hade tidigare tillhört Ryssland.